# Perilitus uncinatus
Perilitus uncinatus är en stekelart som beskrevs av Maximilian Spinola 1851. Perilitus uncinatus ingår i släktet Perilitus och familjen bracksteklar. Inga underarter finns listade i Catalogue of Life.